# شانه سرد
«شانه سرد» (به انگلیسی: Cold_Shoulder) ترانه‌ای از اولین آلبوم استودیوی ادل به نام ۱۹ است که توسط وی و ساشا اسکاربک سروده و توسط مارک رونسون تهیه شده‌است. این آهنگ به صورت دیجیتالی در ایرلند در تاریخ ۳۰ مارس ۲۰۰۸ و در ۳۱ مارس ۲۰۰۸ در بریتانیای کبیر منتشر شده‌است. 